# Skogskyrkogården
A Skogskyrkogården (jelentése svéd nyelven 'erdei temető') Stockholm Gamla Enskede nevű városrészében fekvő temető. Világörökségi helyszín. A temetőt Gunnar Asplund és Sigurd Lewerentz tervei alapján építették és 1920-ban nyitották meg. 4600 méter hosszú kőfal veszi körbe, melyet 1923 és 1932 között építettek. (Összehasonlításképp: a Vatikánt körülvevő fal 3200 méter hosszú.) Létrehozásakor meghatározó előképek a német Ohlsdorf (Hamburg közelében) és Waldfriedhof (Münchenben) erdei temetők voltak.

## Erdei kápolna
Az Erdei kápolna Gunnar Asplund tervei alapján 1917 és 1920 között épült.

## Feltámadás kápolna
Néhány évvel az Erdei kápolna megépülése után úgy találták, hogy az túl kicsi, ezért megépíttették a Feltámadás kápolnát Sigurd Lewerentz tervei alapján, melyet 1925-ben szenteltek fel.

## Erdei krematórium és három kápolna
1935-ben azt a feladatok kapta Gunnar Asplund, hogy dolgozza ki egy krematórium és három, ahhoz kapcsolódó kápolna tervét. A javaslata három külön kápolna és egy közös krematórium volt. Az 1937 és 1940 között épült kápolnák a Hit, a Remény és a Szent Kereszt kápolnája nevet kapták. Gunnar Asplund 1940-ben meghalt, itt hamvasztották el, és a Hit kápolnája mellett temették el.

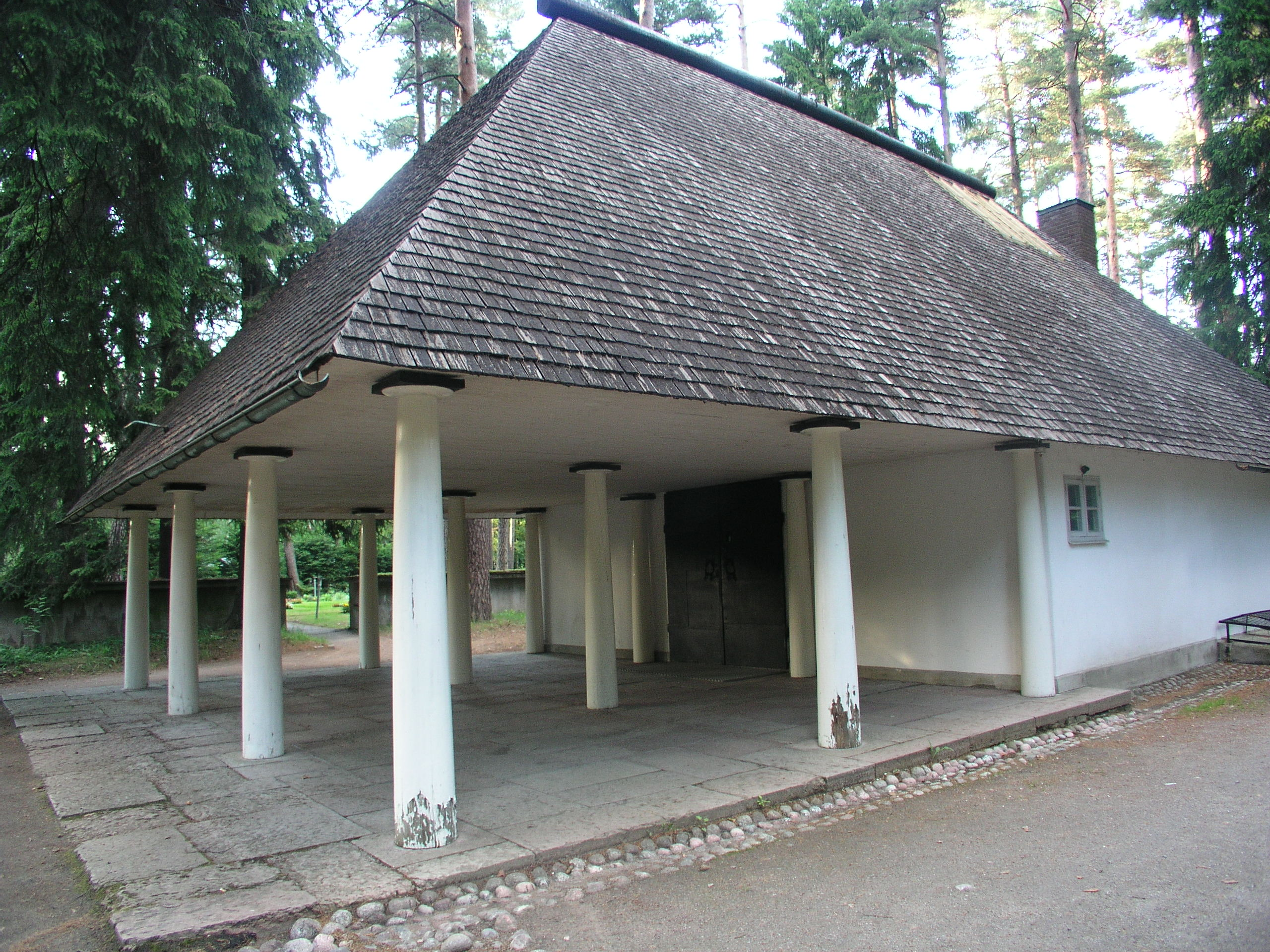
Erdei kápolna
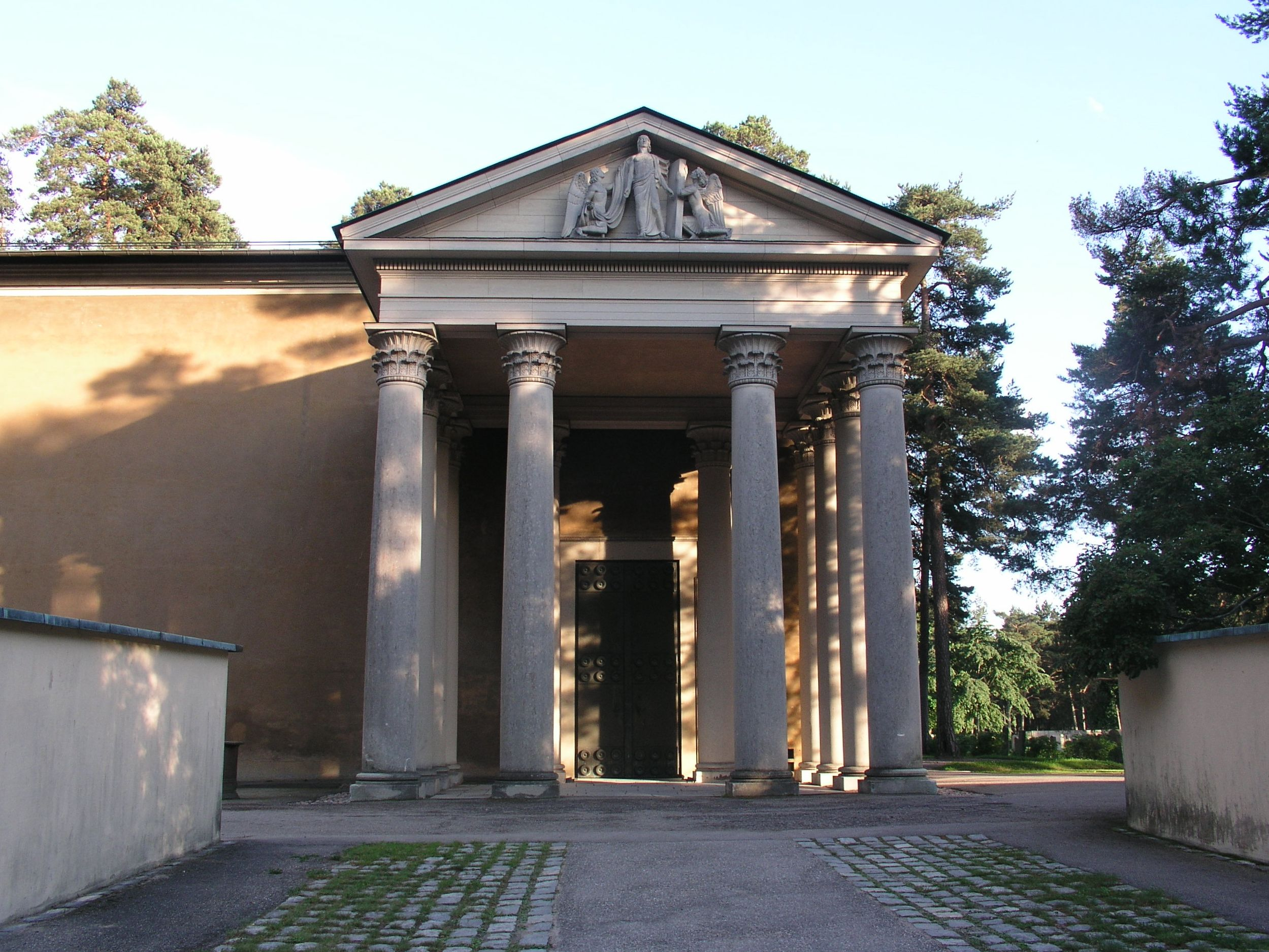
Feltámadáskápolna
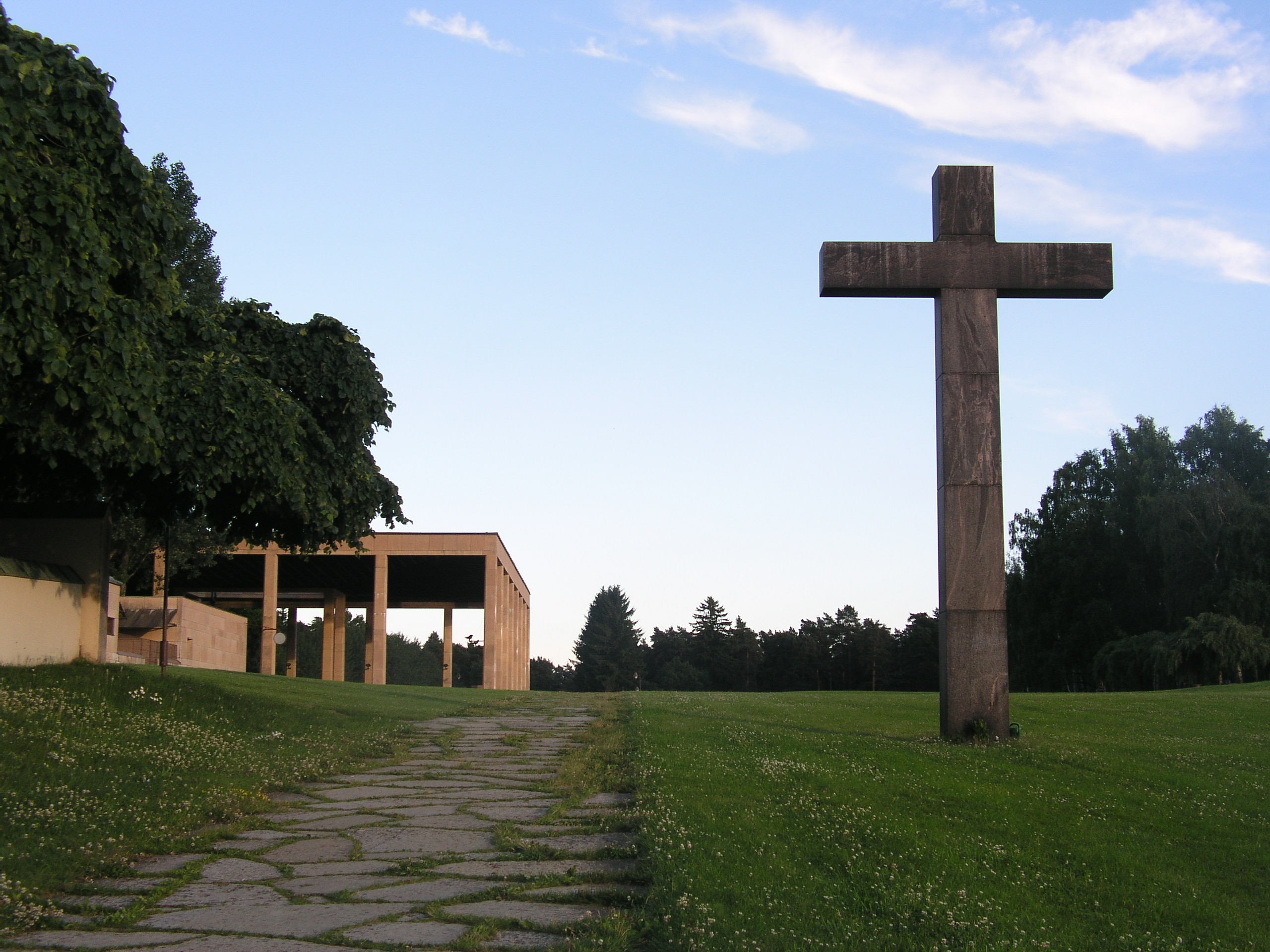
Erdei krematórium

## A Skogskyrkogårdenben nyugvó híres emberek
- Gunnar Asplund (1885–1940), építész
- Tim Bergling (Avicii) (1989–2018), zenész, zenei producer
- Birgit Cullberg (1908–1999), koreográfus
- Greta Garbo (1905–1990), színésznő
- Lars Gullin (1928–1976), zenekarvezető és jazzmuzsikus
- Jan Johansson (1931–1968), jazzmuzsikus
- Ivar Lo-Johansson (1901–1990), író
- Per Yngve Ohlin (1969–1991), énekes
- Lennart "Nacka" Skoglund (1929–1975), labdarúgó
- Stieg Trenter (1914–1967), író
- Gunnar Wiklund (1935–1989), énekes
- Tomas Börje Forsberg (1966-2004) énekes, zenész, zeneszerző

## Galéria

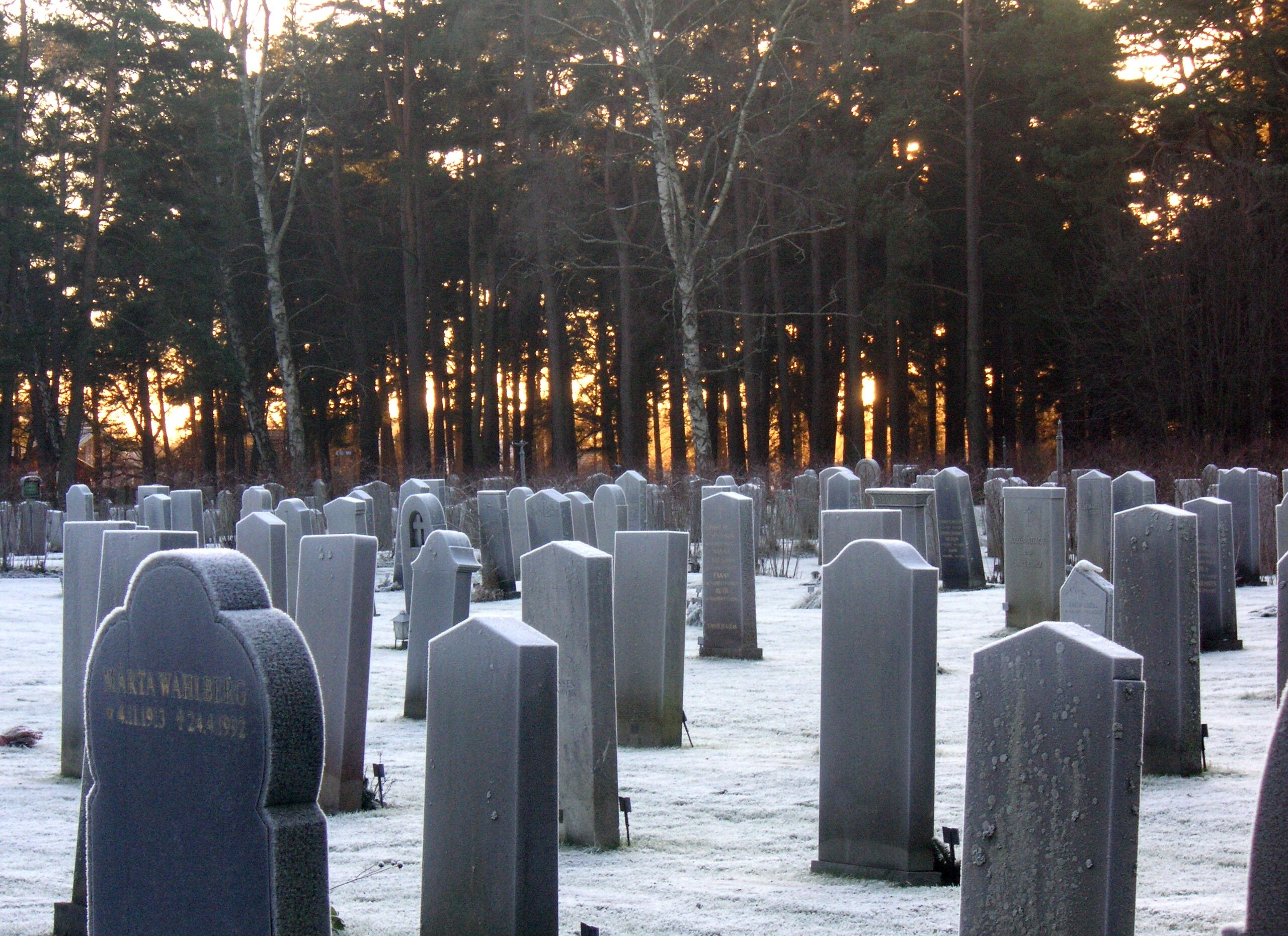
Sírkövek a temetőben
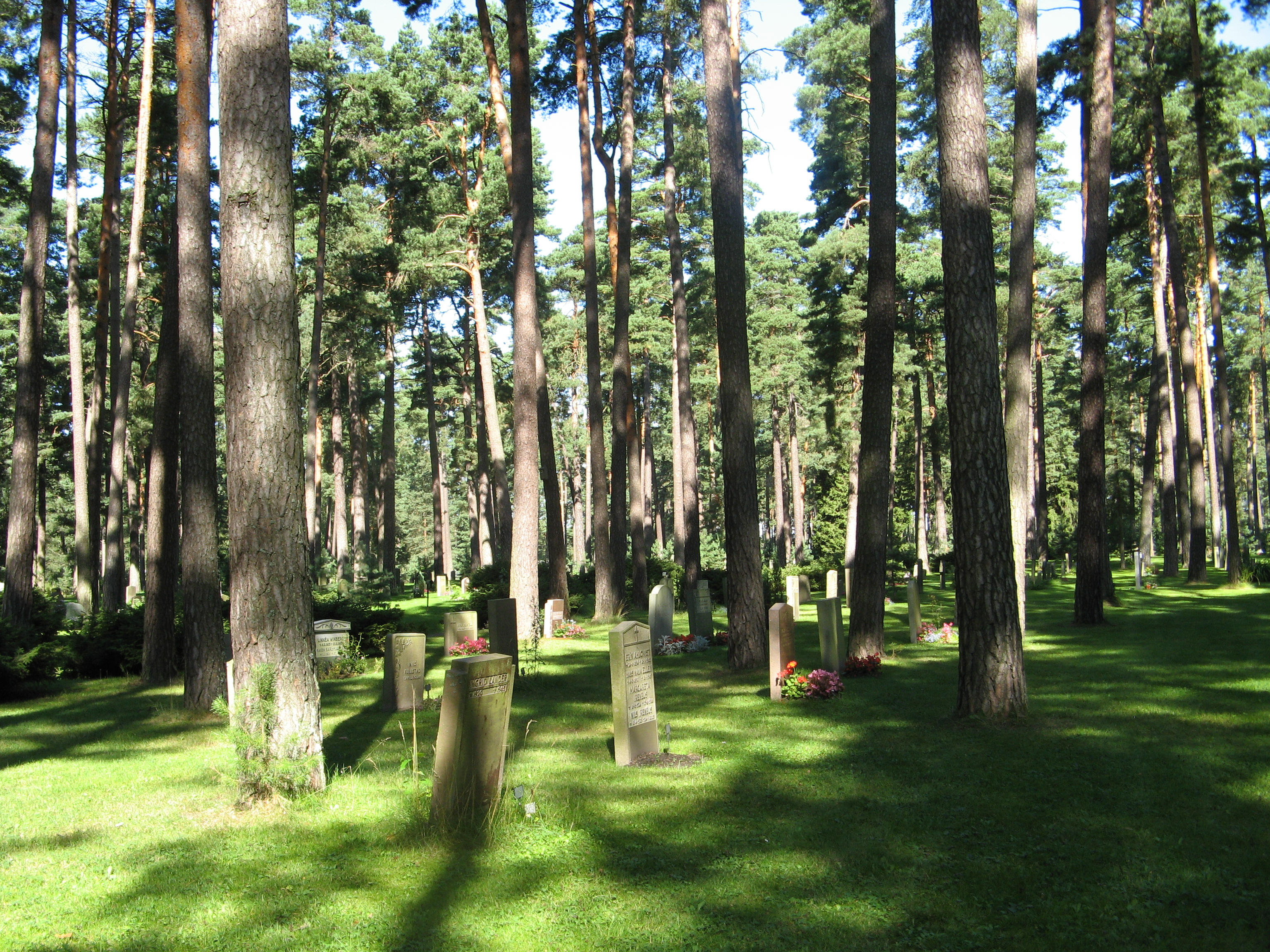
Erdei temető
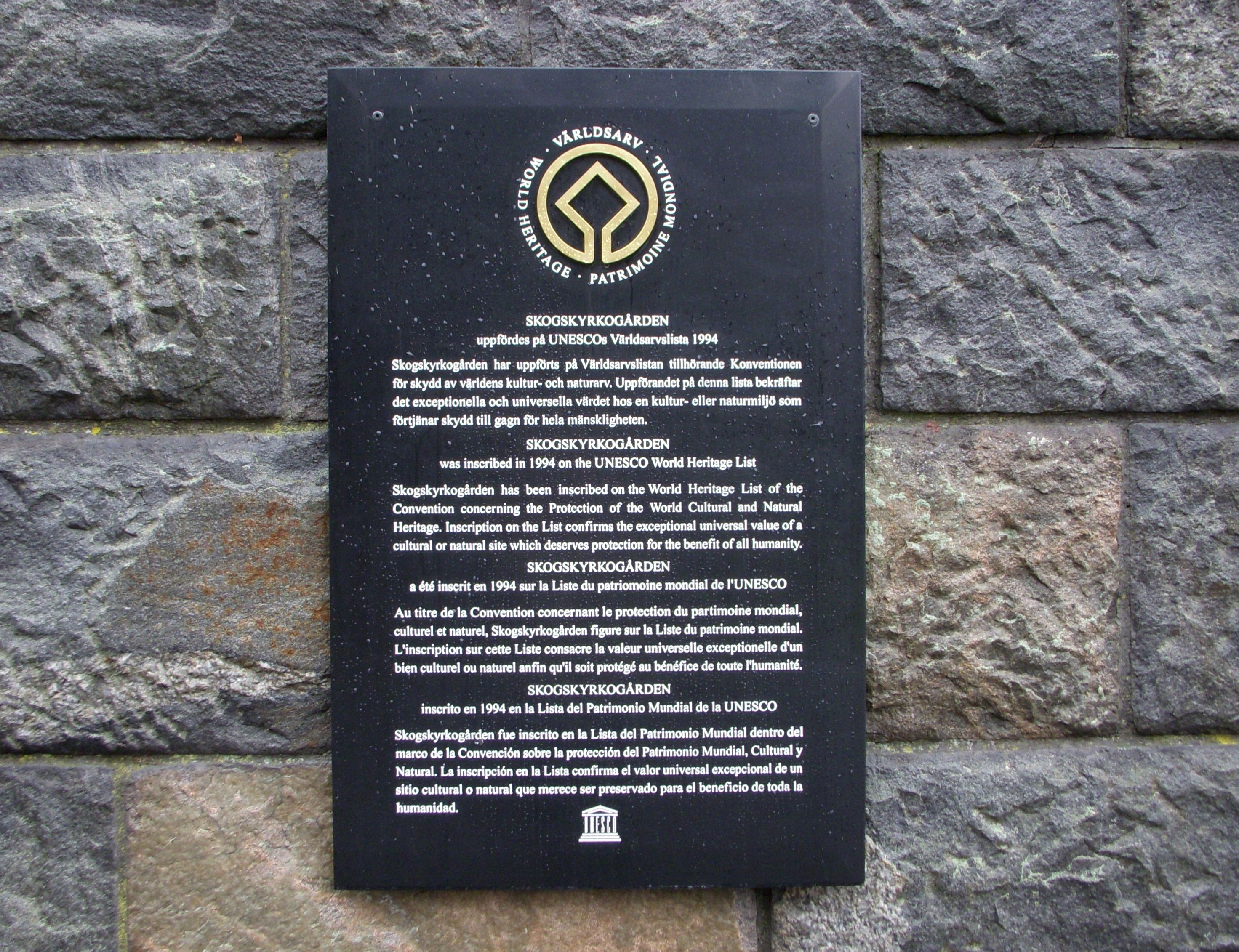
Tájékoztató tábla a temető főbejáratánál
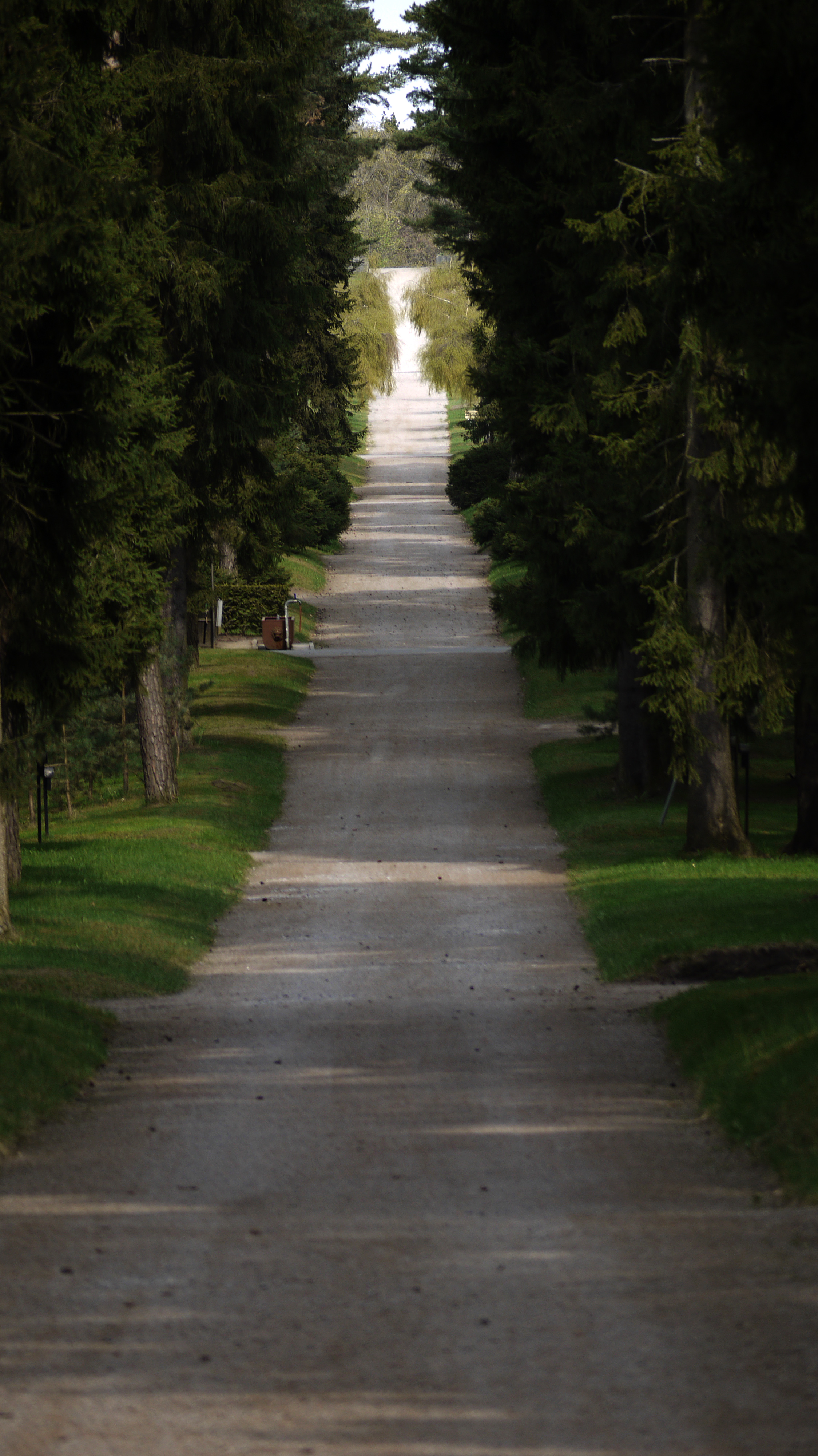
A Seven Wells ösvény
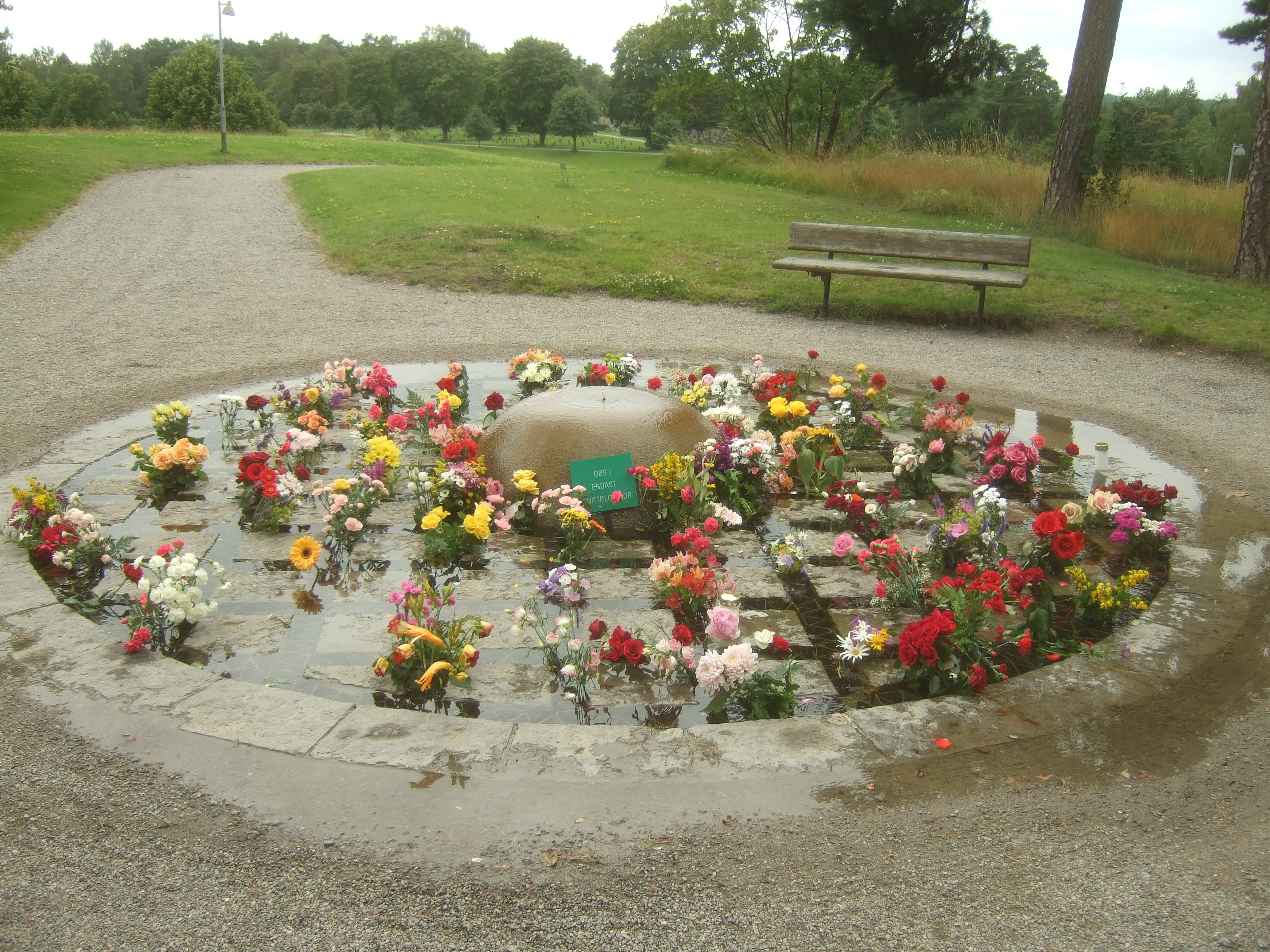
Épületek a Skogskyrkogården temetőben
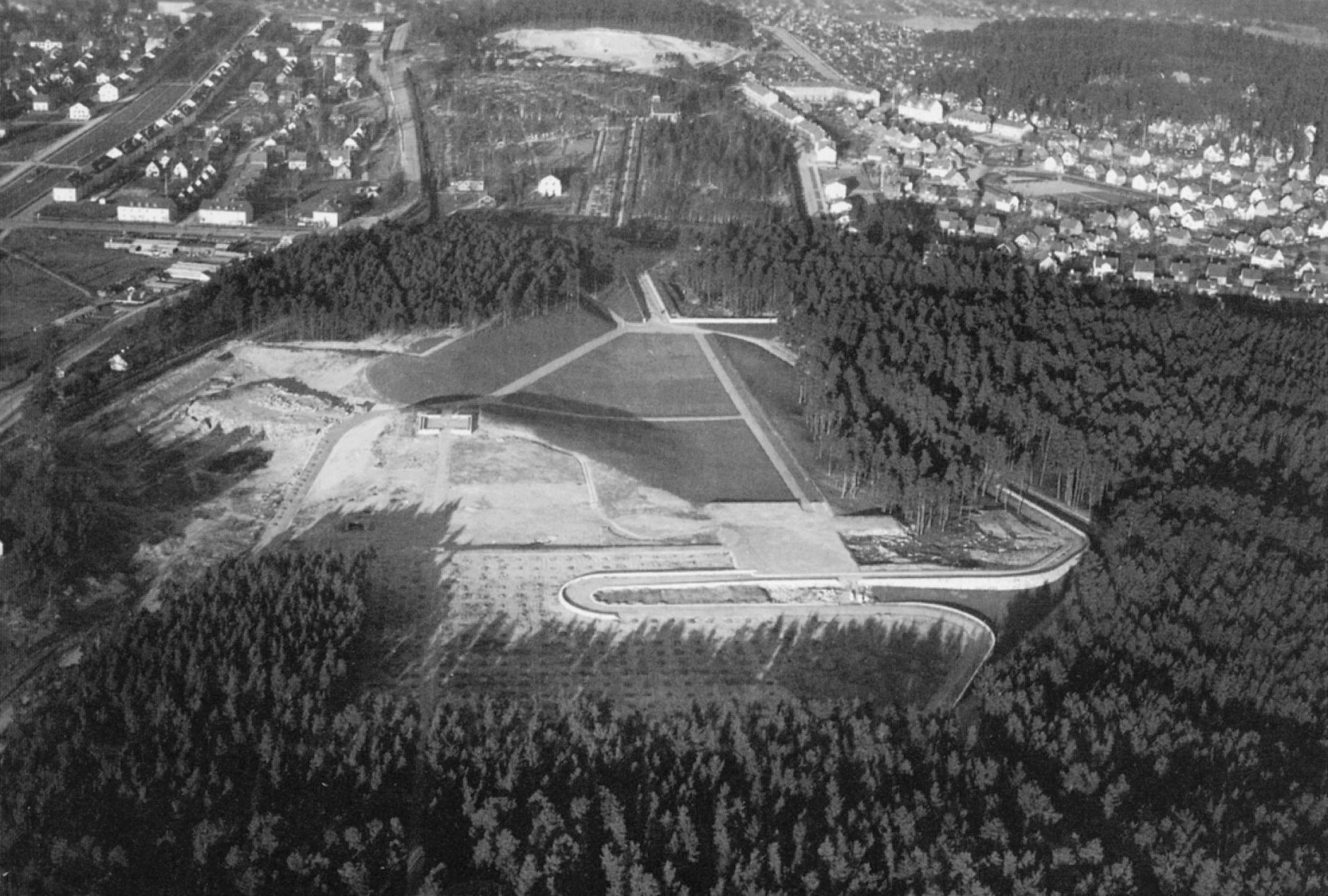
A Skogskyrkogården 1930-ban
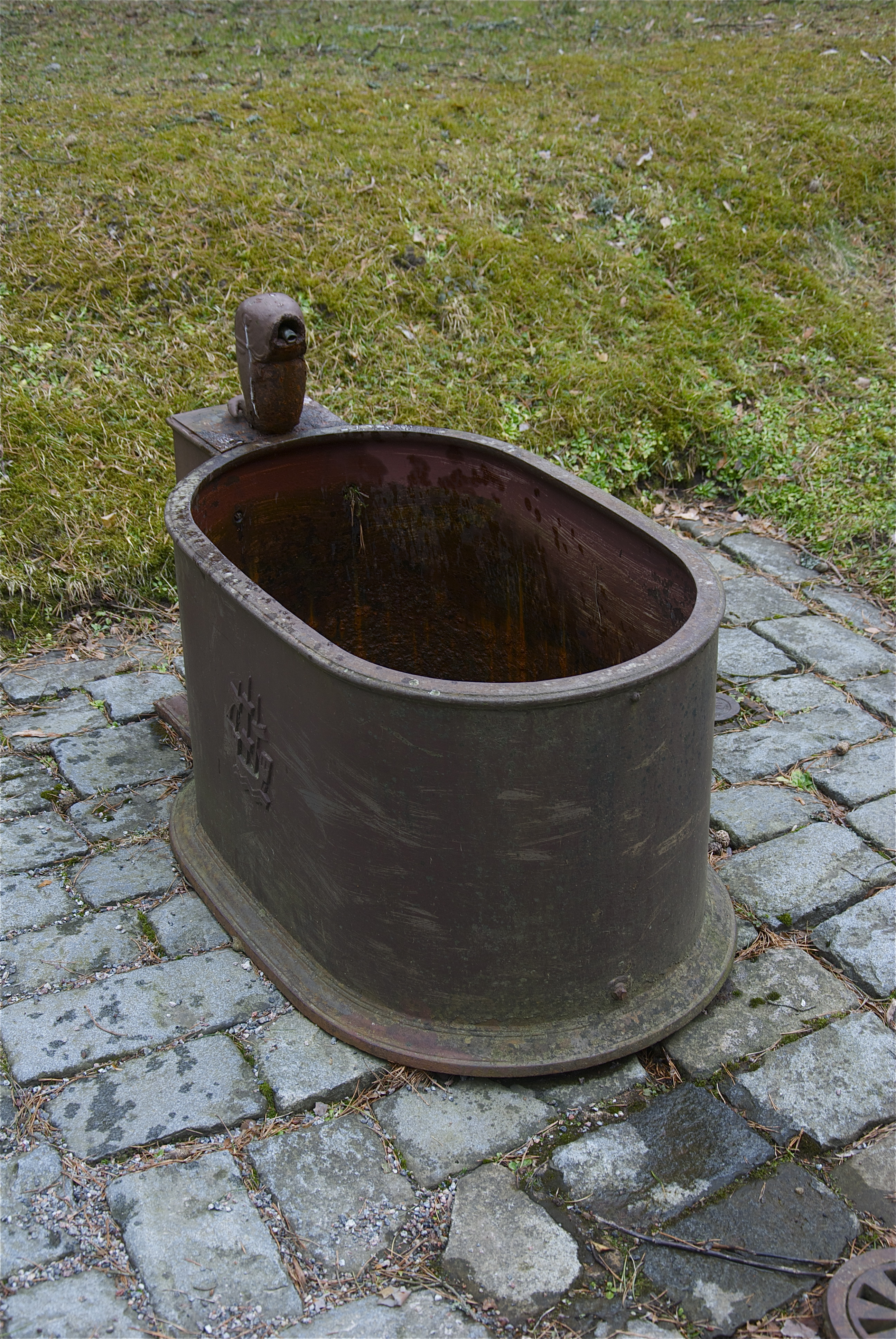
A Skogskyrkogårdenen át
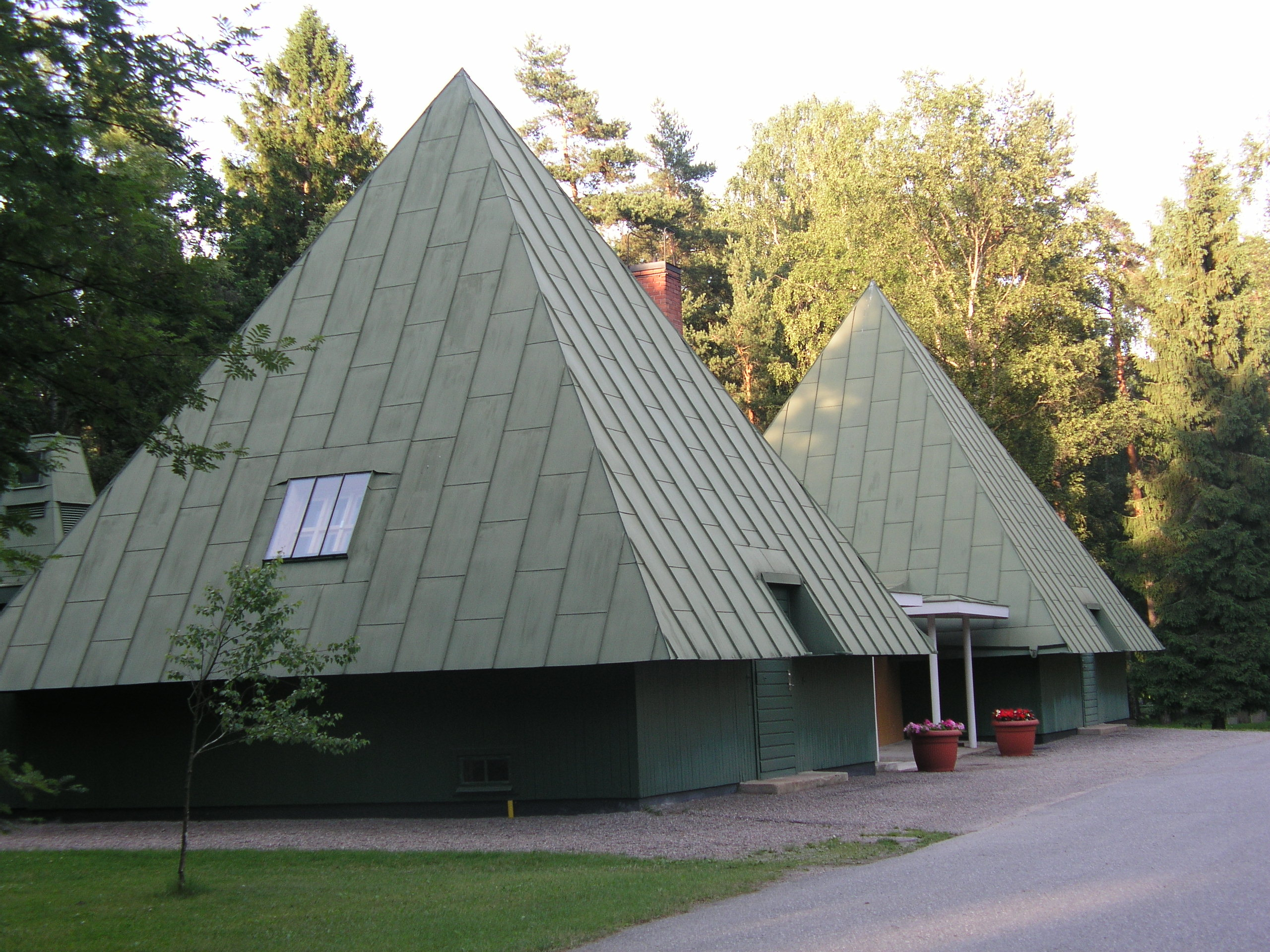
A Tallum-pavilon
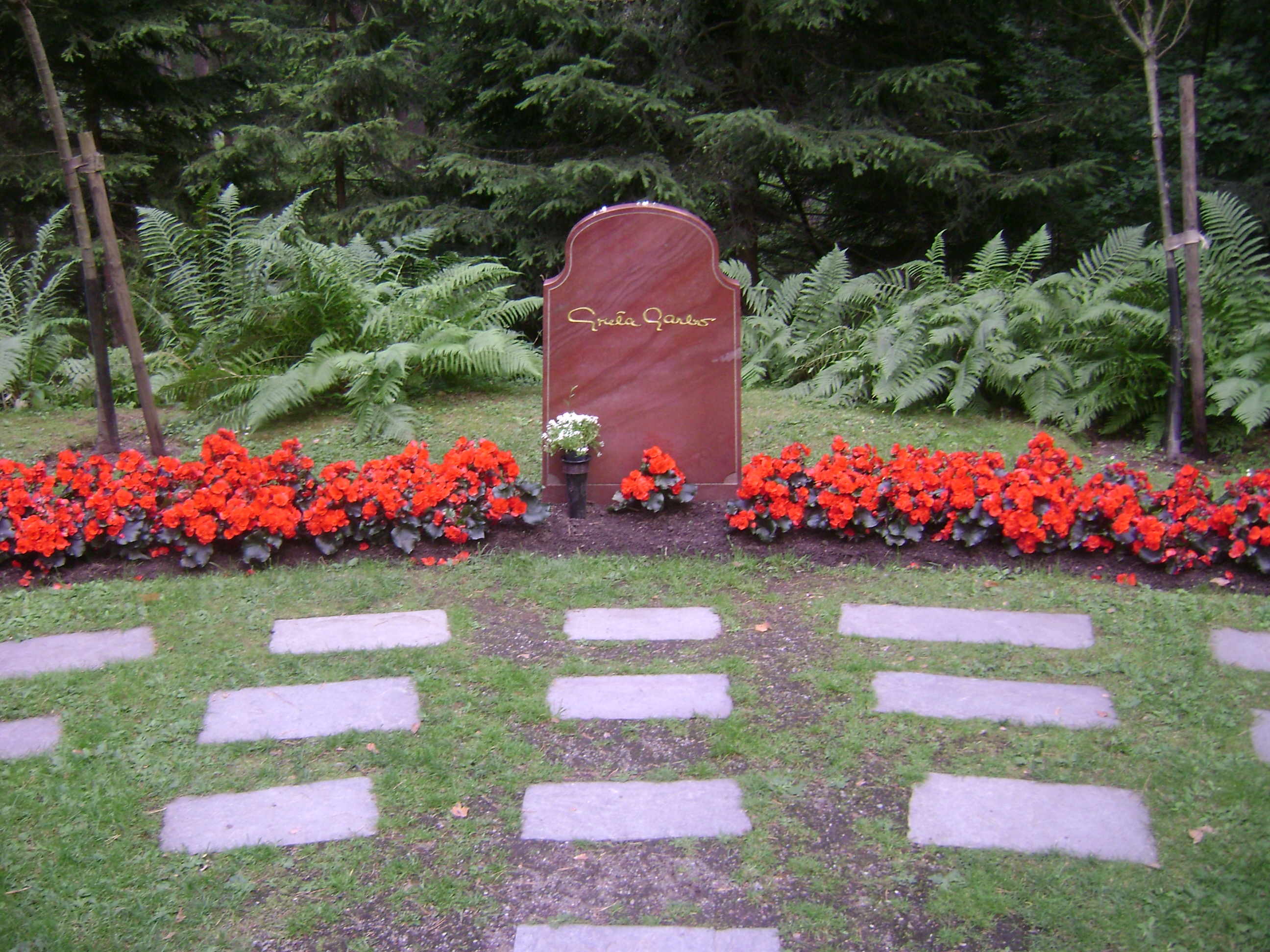
Greta Garbo sírja
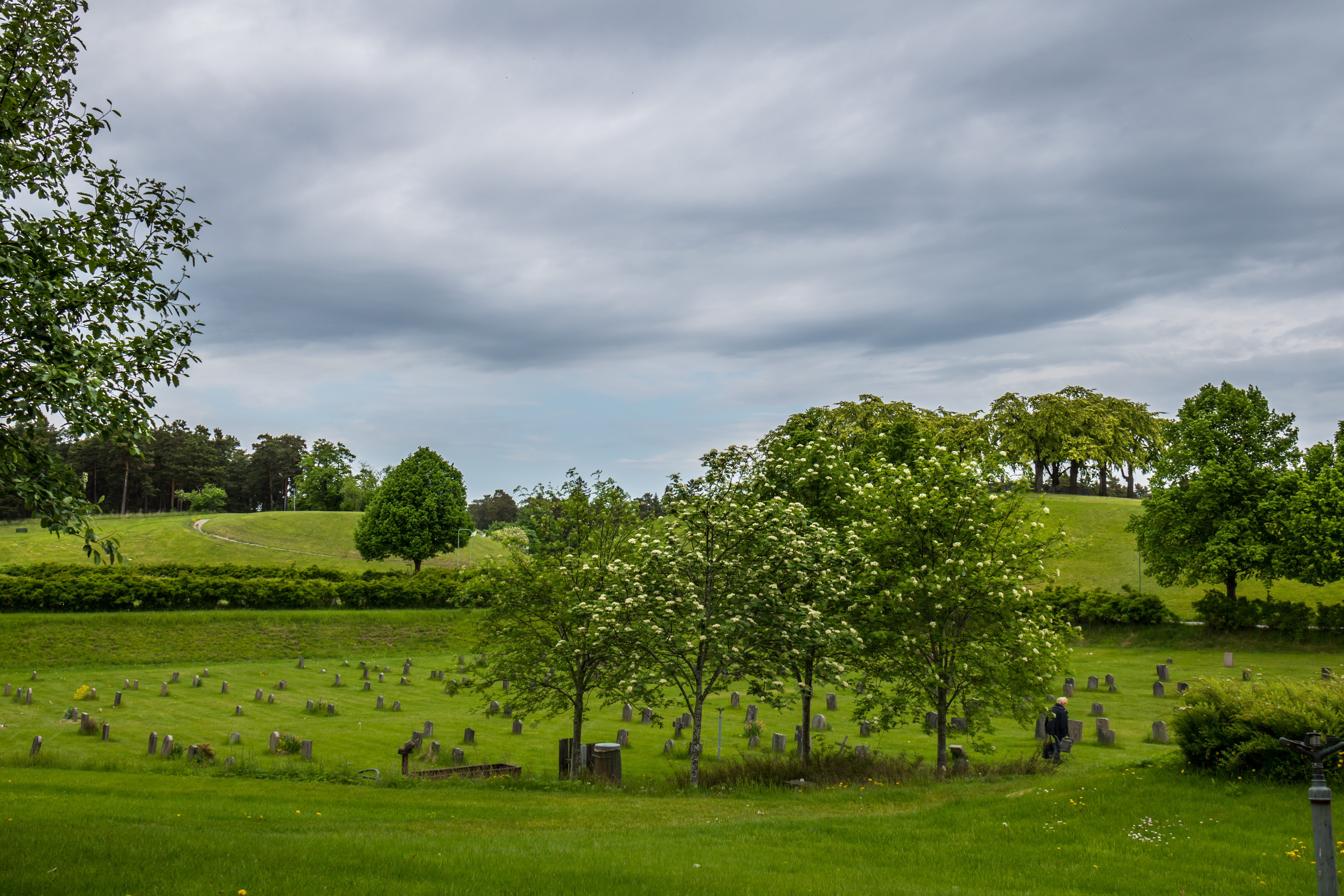
A temető látképe